# Monumento al Pogrom di Innsbruck
Il Monumento al Pogrom si trova sulla Eduard-Wallnöfer-Platz, nel centro di Innsbruck, e commemora la Notte dei cristalli, durante la quale furono assassinati alcuni cittadini di Innsbruck: Josef Adler, Wilhelm Bauer, Richard Berger e Richard Graubart. Il memoriale è stato eretto nel 1997.

## Pogrom di novembre a Innsbruck
Dopo il tentativo di assassinio del console tedesco Ernst vom Rath a Parigi, tentato da Herschel Grynszpan, Hitler e il Ministro della Propaganda del Reich Joseph Goebbels si incontrarono il 9 novembre 1938 nel vecchio municipio di Monaco. Quando Hitler lasciò la sala, Goebbels tenne un discorso in cui rese pubblica la morte di von Rath. Il "discorso dispettoso e antisemita" è culminato "in un appello alla vendetta e alla rappresaglia".
I capi Gauleiter e SA presenti inviarono gli ordini in tutto il Terzo Reich per distruggere i negozi ebraici, bruciare le sinagoghe e confiscare gli oggetti di valore. La polizia non poté intervenire. All'una di quella stessa notte il Gauleiter tirolese Franz Hofer disse che "l'anima ribollente del popolo doveva insorgere contro gli ebrei". Due ore dopo iniziarono le azioni omicide. I capi delle SS avevano già scelto le vittime di Innsbruck:
- Josef Adler, capo delle Ferrovie Federali, esponente di spicco del movimento sionista e membro del Consiglio della cultura;
- Wilhelm Bauer, comproprietario di una fabbrica;
- Richard Berger, cofondatore del gruppo sionista di Innsbruck e presidente della comunità religiosa;
- Richard Graubart, comproprietario del negozio di scarpe Graubart in Museumstraße.

Era vietato l'uso di armi da fuoco. Adler, che soffriva di una malattia cerebrale, fu ferito gravemente dai colpi alla testa e morì due mesi dopo. Sua moglie ebbe una commozione cerebrale. Berger fu picchiato a morte con un sasso sulla riva dell'Inn e gettato nel fiume. Bauer fu ucciso accoltellato dai nazisti, subito dopo bloccarono la porta d'ingresso dall'esterno con dei cavi telefonici in modo che sua moglie non potesse ricevere aiuto. Graubart fu pugnalato a morte alla schiena.
Furono feriti altri 19 ebrei, case e aziende ebraiche furono saccheggiate e distrutte. Anche la sinagoga di Innsbruck a Sillgasse fu vandalizzata.

## Il monumento

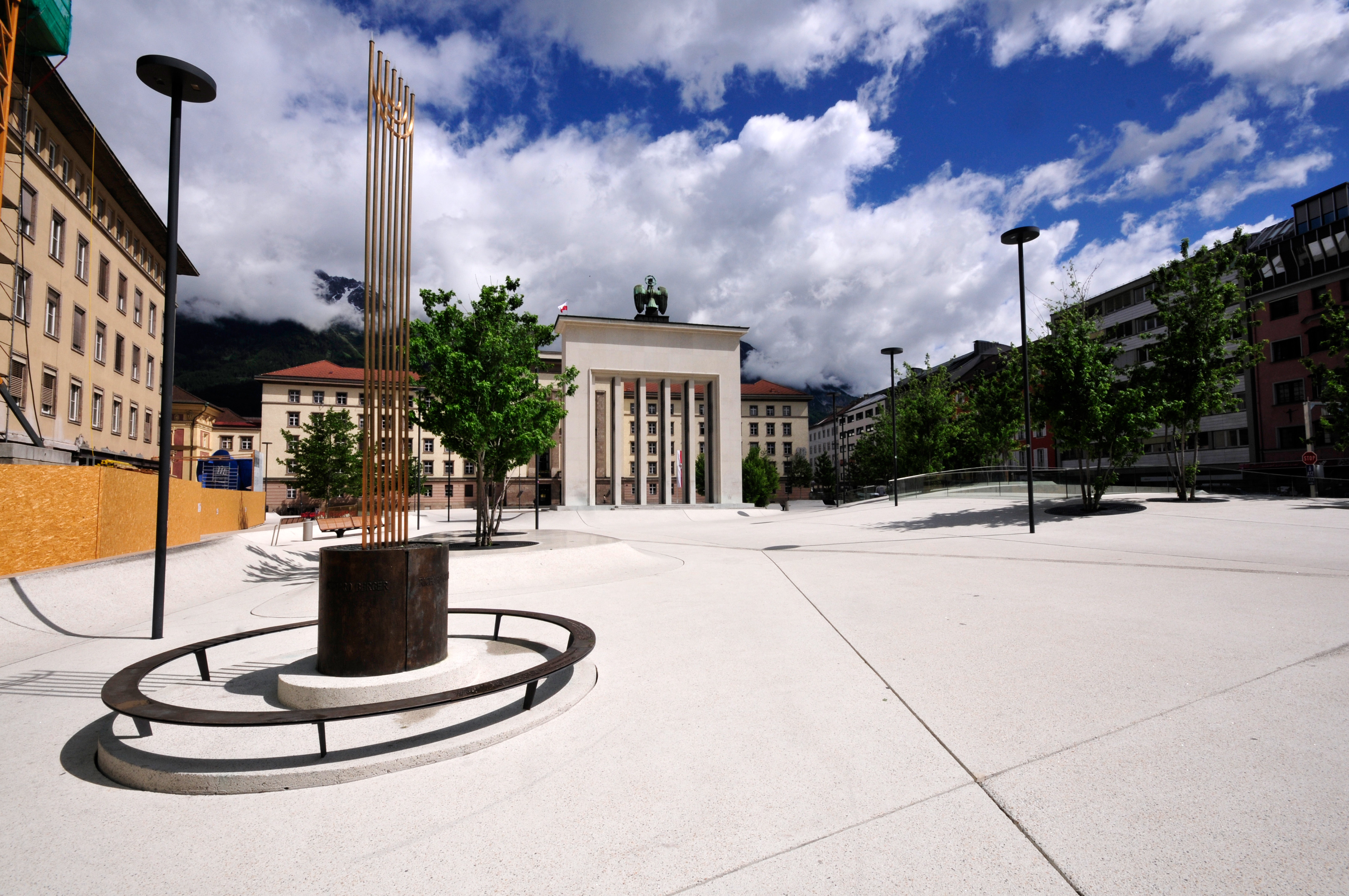
LEduard-Wallnöfer-Platz con il Monumento al Pogrom (sulla sinistra) e il Monumento alla Liberazione, dietro di esso la New Country House.

Durante il Landtag der Jugend del 17 novembre 1995 dei giovani proposero di erigere un monumento alle vittime della notte dei pogrom del novembre 1938 nel centro di Innsbruck. Il mese successivo il sindaco Herwig van Staa accettò la proposta del gruppo composto da Herwig Ostermann, Walter Fuchs, Daniel Knabl, Mirjam Dauber e Sibylle Hammer; il consigliere provinciale Elisabeth Zanon emise un bando di gara per il progetto "... per non dimenticare".
Gli alunni delle scuole secondarie tirolesi furono invitati a partecipare, e nell'estate del 1996 una giuria di esperti valutò i 48 elaborati del concorso. Fu scelto il progetto dello studente Mario Jörg della Scuola tecnica secondaria di ingegneria meccanica di Fulpmes, dove fu realizzato anche il monumento.
Come sede fu scelta la Eduard-Wallnöfer-Platz (ex Landhausplatz), dove si trovano il Neues Landhaus, il Monumento alla Liberazione eretto nel 1948 e la nuova Fontana dell'Unificazione.
Il monumento è costituito da una solida base in rame, su cui si leggono i nomi delle vittime, e da una menorah alta sette metri. Secondo Mario Jörg, l'uso di schegge di vetro per i nomi intende "simboleggiare i cuori spezzati degli ebrei assassinati e dei loro parenti".